# Anil Ananthaswamy
Anil Ananthaswamy és un escriptor i periodista indi. També és consultor de la revista New Scientist.

## Obra publicada
- The Man Who Wasn't There[3]
- The Edge of Physics[4]

## Prems i reconeixements
- Premi de periodisme de física, atorgat per l'Institute of Physics[5]